# Tordoir
Tordoir är ett vattendrag i Belgien.   Det ligger i provinsen Hainaut och regionen Vallonien, i den centrala delen av landet, 40 km väster om huvudstaden Bryssel.
Trakten runt Tordoir består till största delen av jordbruksmark. Runt Tordoir är det ganska tätbefolkat, med 199 invånare per kvadratkilometer.